# Full Measure
"Full Measure" es el decimotercer episodio y final de temporada de la tercera temporada de la serie de drama criminal de la televisión estadounidense Breaking Bad, y el episodio 33 en general de la serie. Fue escrito y dirigido por el creador y productor ejecutivo del programa, Vince Gilligan.
Se emitió originalmente en AMC en los Estados Unidos el 13 de junio de 2010.

## Trama
En un flashback ambientado en 1993, un agente inmobiliario les muestra a Walter y Skyler, embarazada de Walter Jr. la casa donde eventualmente vivirán. Walt, que entonces trabajaba en el prestigioso Laboratorio Sandia, prevé un futuro brillante con tres hijos y le preocupa que no estén poniendo sus miras lo suficientemente altas con la "casa de inicio".
En el presente, después de que Jesse huye y habiendo pasado varios días, Walt se reúne con Gus y Mike para negociar por su seguridad y la de Jesse, ya enterados de lo que pasó. Walt le ruega a Gus que tolere el incidente, que lo deje volver a cocinar y acepte olvidarse de Jesse. Gus accede pero le informa a Walt que elegirá al reemplazo de Jesse como su asistente.
Al día siguiente, Walt llega al laboratorio y descubre que Gale Boetticher ha sido readmitido como su socio, y Víctor ahora los supervisa en todas partes. Esa noche, Gus visita a Gale en su apartamento y le informa sobre el cáncer de Walt. Gus le dice a Gale que debe aprender el método de Walt para prepararse para el "peor de los casos" y tomar su lugar lo antes posible.
Mike exige la ubicación de Jesse a Saul Goodman, quien se niega a cooperar. Cuando Mike lo amenaza físicamente, Saul le permite mirar un cuaderno que contiene una dirección falsa de un parque de casas rodantes en Virginia. Más tarde, Walt y Saul llegan a la sala de juegos láser local que Saul quería que Walt comprara, solo para mostrarle que Jesse esta escondido allí. Walt le informa a Jesse de su situación y le explica que cuando Gale tenga la confianza suficiente para hacerse cargo, se desharán de ellos. Deciden que deben matar a Gale y debaten sobre quién debería hacerlo. Después de que Jesse afirma que no es un asesino, Walt dice que hará el trabajo y Jesse solo necesita encontrar la dirección de Gale. Más tarde esa noche, Jesse llama a Walt y le dice la dirección.
Mientras Walt sale de su casa para matar a Gale, Víctor llega y afirma que hay una fuga química en el laboratorio. Walt sospecha una trampa, pero se ve obligado a ir con Víctor sin su auto. Al llegar a la lavandería, Walt ve a Mike, lo que confirma sus sospechas. Suplicando por su vida, Walt se ofrece a darles a Jesse. Mike, al escuchar esto, exige su ubicación, pero Walt dice que necesita llamarlo y programar una reunión. Jesse, que está sentado en el oscuro edificio de laser tag a punto de fumar metanfetamina, responde la llamada telefónica. Walt le dice a Jesse que no cumplió su misión, pero frenéticamente le ordena que "hazlo ahora" mientras Víctor y Mike le quitan el teléfono. Cuando Walt les cita la dirección de Gale, se dan cuenta de lo que le ha dicho a Jesse que haga es matarlo. Víctor se va apresuradamente; Mike se queda con Walt e intenta advertir a Gale, pero Gale no se da cuenta de que su teléfono suena producto del ruido de la música. Jesse llega a la casa de Gale y le apunta con un arma. Gale ruega por su vida, pero Jesse, lloroso y tembloroso, aprieta el gatillo de mala gana.

## Producción
El episodio termina con Jesse apuntando con un arma a Gale y disparando directamente a la pantalla, y la muerte de Gale no se revela visiblemente en la pantalla. Esto llevó a una amplia especulación entre los fanáticos y críticos de que Jesse en realidad no mató a Gale, sino que apuntó lejos de él y disparó el arma. Sin embargo, Gilligan dijo que nunca tuvo la intención de que esa escena fuera un suspenso y pensó que transmitía claramente que Gale había muerto.

## Recepción
Tras la primera emisión inicial, el episodio fue visto por 1,56 millones de espectadores estadounidenses y alcanzó una calificación / participación de 18 a 49 de 0,7 / 2.
En 2010 Bryan Cranston ganó su tercer premio Primetime Emmy consecutivo como actor principal destacado en una serie dramática por su actuación en este episodio.
Tim Goodman del San Francisco Chronicle elogió el desarrollo de personaje de la temporada y describió el final como "un signo de exclamación en el tortuoso viaje de Jesse". Maureen Ryan, del Chicago Tribune, creía que el episodio "mezclaba bien la acción con los personajes". Donna Bowman de The AV Club declaró que el episodio "debería cimentar esta temporada de Breaking Bad como uno de los mejores logros dramáticos de la televisión". Seth Amitin de IGN le dio al episodio un 9 y dijo que "[no] fue el mejor episodio de esta temporada, pero aún así fue bueno y llegamos a saber más sobre el resto de los jugadores".
El final del episodio (y de la temporada), donde Jesse Pinkman dispara vacilante a Gale a quemarropa, fue aclamado por la crítica. Stephen Lagioia, que escribe para Screen Rant, dijo que el momento fue fundamental para el desarrollo del personaje de Jesse y calificó la escena como "un momento bastante sombrío e inquietante". Siendo llamada una de las muertes más tristes e impactantes de la serie por varios críticos, Amanda Harding dijo que la muerte de Gale fue un punto de inflexión en la relación de Jesse y Walter, y también dijo que el final movió aún más a Walter a convertirse en su personaje más oscuro, Heisenberg.
En 2019, The Ringer clasificó a "Full Measure" como el segundo mejor de la serie.